# Historische Meile Nürnberg
Die Historische Meile Nürnberg ist ein kulturhistorischer Stadtrundgang, der die wichtigsten historischen Sehenswürdigkeiten der mittelalterlichen Altstadt von Nürnberg erschließt. Sie blieb trotz großer Kriegszerstörungen im Grunde erhalten und stellt eine weltbekannte Touristenattraktion dar.

## Zur Geschichte Nürnbergs
Nürnbergs Blütezeit als Kaiserpfalz, mächtige Reichsstadt und internationales Wirtschaftszentrum lag im Mittelalter. Ihre politische Macht als bedeutendste Reichsstadt im Mittelalter und als Aufbewahrungsort der Reichskleinodien, aber auch der wirtschaftliche Wohlstand machten die Stadt zu einer der Metropolen im damaligen Europa. Die Nürnberger Börse diente als Bindeglied im Handel zwischen Italien und anderen europäischen Wirtschaftszentren. Der Reichtum der Nürnberger Patrizier bewirkte ein reges Kunst-, Kultur- und Geistesleben. Zu den bekannten Nürnberger Künstlern, Dichtern und Denkern zählten Albrecht Dürer, Veit Stoß, Adam Kraft, Peter Vischer, Willibald Pirckheimer, Georg Philipp Harsdörffer, Anton Koberger und Hans Sachs. In Nürnberg erfand Peter Henlein die Taschenuhr, Martin Behaim den Globus, und dort entstand die Schedelsche Weltchronik. Noch zeugen zahlreiche Bauten, Denkmäler und Kunstwerke von der einstigen Bedeutung der Stadt.
Obwohl die Nürnberger Altstadt nach dem Zweiten Weltkrieg zu mehr als 90 Prozent zerstört war, wurden die wichtigsten historischen Bauwerke restauriert. Auch die Bombenschäden an der Nürnberger Stadtmauer, der längsten noch erhaltenen Mauer Mitteleuropas, wurden beseitigt.

## Zur Geschichte der Historischen Meile

### Anlass und Sinn der Historischen Meile
Der Rundgang durch die historische Nürnberger Altstadt entstand im Jahr 2000 anlässlich des 950. Geburtstages der ehemaligen Freien Reichsstadt. Redaktion und Gestaltung lagen bei dem Historiker Carlo Jahn (damals im Projektbüro Stadtjubiläum des Schul- und Kulturreferats der Stadt Nürnberg, heute im Kunst- und Kulturpädagogischen Zentrum der Museen in Nürnberg, KPZ).
Der Spaziergang auf der Historischen Meile ist ein touristischer Rundgang mit einem wegweisenden Schildersystem, der die Besucher der Stadt über die historische und kunsthistorische Vergangenheit der Stadt Nürnberg informieren, sie durch die wechselvolle Vergangenheit Nürnbergs führen und einen ersten kurzen Eindruck von den historischen Sehenswürdigkeiten der Nürnberger Altstadt und ihrer Geschichte vermitteln soll. Insofern ist das Zeigen restaurierter und rekonstruierter historischer Bauten in der Nürnberger Altstadt auch ein Teil der Erinnerungskultur.

### Fachliche Begleitung
Fachliche Begleitung sicherte sich Carlo Jahn unter anderem bei Fritz Aschka, Verlag Nürnberger Presse, Nikolaus Bencker, Untere Denkmalschutzbehörde der Stadt Nürnberg, dem Direktor des Stadtarchivs Nürnberg und Stellvertretenden Vorsitzenden des Vereins für Geschichte der Stadt Nürnberg, Michael Diefenbacher, dem Historiker und Chef der Altstadtfreunde Nürnberg, Erich Mulzer, dem Städtischen Verkehrsdirektor Michael Weber, Geschäftsführer der Congress- und Tourismuszentrale Nürnberg, sowie bei allen beteiligten Stationen.

## Stationen des Stadtrundgangs
Entlang der Historischen Meile sind Gebäude, Ensembles und Plätze, die besonders mit der Geschichte Nürnbergs verknüpft sind oder Kleinode der Baukunst darstellen, mit einem Schild gekennzeichnet, das ein schwarzes H auf rotem Grund zeigt und in kurzen Texten den Ort oder das Bauwerk beschreibt. Durch diese und weitere optische Markierungen zwischen allen Stationen werden die Besucher von einem Ort zum nächsten geführt. Auf lohnende Ziele außerhalb der Historischen Meile weisen Abzweig-Markierungen hin („Exkurse“ 8, 14, 20 und 28). Im Folgenden werden die Stationen der Historischen Meile aufgelistet und kurz erläutert.
| Station | Bild | Beschreibung |
| ------- | ---- | --- |
| 1       |      | Stadtbefestigung Die fünf Kilometer lange Stadtmauer wurde gegen 1400 beendet. Im Bild der Spittlertorturm. |
| 2       |      | Marthakirche Der Bau aus dem Jahre 1385 wird seit 1800 als reformierte Kirche genutzt und im Zweiten Weltkrieg nur wenig beschädigt. 2014 brannte die Kirche aus und wurde bis 2018 wieder aufgebaut. |
| 3       |      | Klarakirche Der im Jahr 1270 begonnene Bau ist eine der ältesten erhaltenen Kirchen in Nürnberg und wird seit 1854 als katholische Kirche genutzt. |
| 4       |      | Mauthalle Der zwischen 1498 und 1502 erbaute Kornspeicher wurde im Zweiten Weltkrieg schwer beschädigt. Das Bild zeigt die Ansicht vom Hallplatz. |
| 5       |      | Lorenzkirche Der 1477 vollendete Bau ist eine der beiden Hauptkirchen in Nürnberg und Sitz des evangelischen Stadtdekans. |
| 6       |      | Nassauer Haus Der letzte noch existierende Wohnturm in Nürnberg. Seine heutige Form fand er 1422/1433. |
| 7       |      | Heilig-Geist-Spital Das Gebäude wurde 1332/39 erbaut. Von 1424 bis 1796 wurden dort die Reichskleinodien aufbewahrt. Es wurde im Zweiten Weltkrieg schwer beschädigt und bis 1953 wiederaufgebaut. |
| 8       | 8    | Exkurs im Osten der Altstadt |
| 8.1     |      | Synagogendenkmal Das Denkmal an der Spitalbrücke erinnert an die Synagoge am Hans-Sachs-Platz, die 1938 von den Nazis zerstört wurde. |
| 8.2     |      | Schuldturm Der 1323 errichtete Turm war Teil der vorletzten Nürnberger Stadtbefestigung. Das Bild zeigt eine Ansicht von der Heubrücke. |
| 8.3     |      | Katharinenruine Das Gebäude wurde 1296 fertiggestellt und bis 1525 als Kloster verwendet. 1945 wurde es zerstört und ist seitdem eine Ruine. Das Bild zeigt eine Ansicht von der Peter-Vischer-Straße. |
| 9       |      | Frauenkirche Das 1352–1362 errichtete Gebäude mit dem 1506–1509 gebauten Männleinlaufen wird seit 1816 als katholische Kirche genutzt. |
| 10      |      | Hauptmarkt Er wurde nach einem Pogrom 1349 gegen die Juden an Stelle des Judenviertels errichtet. Der Hauptmarkt bildet das Zentrum der Stadt. |
| 11      |      | Schöner Brunnen Er wurde 1385–1396 am Hauptmarkt errichtet und stellt in vier Stockwerken das Weltbild des Heiligen Römischen Reiches dar. |
| 12      |      | Rathaus Der älteste Teil mit dem Großen Saal wurde 1332–1340 erbaut, 1514–1515 spätgotisch und 1616–1622 im Stil der Renaissance erweitert. |
| 13      |      | Fembohaus Das 1591–1596 im Stil der Spätrenaissance errichtete Kaufmannshaus beherbergt das Stadtmuseum zur Nürnberger Geschichte. |
| 14      | 14   | Exkurs im Norden der Altstadt |
| 14.1    |      | Tucherschloss Das 1533–1544 erbaute Schloss in der Hirschelgasse beherbergt ein Museum zur Stadtgeschichte. Das Bild zeigt die Nordfassade. |
| 14.2    |      | Pellerhaus Das 1602–1605 erbaute Renaissance-Bürgerhaus am Egidienplatz galt einst als das prachtvollste seiner Art und wurde 1945 durch Luftangriffe zerstört. Nur der Innenhof blieb erhalten. 1955/56 wurde das Haus im zeitgenössischen Stil neu erbaut. Das Bild zeigt ein Detail des bis 2018 wiederaufgebauten Innenhofs. |
| 14.3    |      | Sieben Zeilen Die Reihenhäuser am Webersplatz wurden 1489–1524 erbaut und dienten zur Ansiedlung schwäbischer Weber. |
| 15      |      | Kaiserburg Ab 1140 wurde die Kaiserburg erbaut, im reichsstädtischen Teil ab 1377 der Turm Luginsland. |
| 16      |      | „Nuorenberc“ Der Felsenberg, auf dem sich die Nürnberger Burg erhebt. |
| 17      |      | Handwerkerhäuschen Erhaltengebliebene mittelalterliche Handwerkerhäuser entlang der Gasse Am Ölberg. |
| 18      |      | Pilatushaus Spätgotisches Wohnhaus von 1489 am Tiergärtnertorplatz. |
| 19      |      | Tiergärtnertor Der Torturm aus der zweiten Hälfte des 13. Jahrhunderts wurde um 1545 zugemauert; ein größeres Tor wurde direkt daneben erbaut. |
| 20      | 20   | Exkurs in St. Johannis (Nürnberg) |
| 20.1    |      | Johannisfriedhof (Johannisstraße) Ein Friedhof mit historischen Grabsteinen und Grablegen berühmter Nürnberger aus vier Jahrhunderten. |
| 20.2    |      | Hesperidengärten Wiederhergestellte Anlagen der Gartenkultur des 17. und 18. Jahrhunderts. |
| 20.3    |      | Nürnberger Kreuzweg (Adam-Kraft-Kreuzweg) Leidensweg vom Tiergärtnertor (Pilatushaus) zum Johannisfriedhof mit sieben Renaissancereliefs von Adam Kraft. |
| 21      |      | Albrecht-Dürer-Haus Im Haus aus der zweiten Hälfte des 15. Jahrhunderts lebte Albrecht Dürer von 1509 bis zu seinem Tod 1528. Das Haus ist heute ein Museum. |
| 22      |      | Historischer Kunstbunker In einem Felsenkeller aus dem Mittelalter wurde 1940 Schutzräume für Nürnberger Kunstwerke vor Luftangriffen eingerichtet. Das Bild zeigt den Eingang. |
| 23      |      | Altstadt-Ensemble an den Krämersgassen Die besterhaltenen Partien der heutigen Altstadt mit schmalen Handwerkerhäusern und stattlichen Steinbauten. Das älteste stammt aus dem Jahre 1395. |
| 24      |      | Felsengänge (Nürnberg) Seit dem 14. Jahrhundert wurde in den Fels unter der Nürnberger Burg ein ausgedehntes Kellersystem gegraben. |
| 25      |      | Schürstabhaus Zwei Häuser aus dem 12. Jahrhundert wurden 1482/83 in ein Patrizierhaus umgebaut. |
| 26      |      | Sebalduskirche Die erste Basilika entstand zwischen 1225/30 und 1273, der Ostbau wurde im 14. Jahrhundert fertiggestellt. Sie ist eine der beiden Hauptkirchen in Nürnberg. |
| 27      |      | Sebalder Pfarrhof Das Gebäude ist 1361/1379 entstanden. |
| 28      |      | Exkurs: Hallersches Haus (Spielzeugmuseum) Das Gebäude wurde 1517 als Patriziersitz erbaut und wird als Spielzeugmuseum genutzt. |
| 29      |      | Weißgerbergasse Über zwanzig mittelalterliche Fachwerkhäuser haben dort die schweren Bombenangriffe auf Nürnberg überstanden. |
| 30      |      | Kettensteg 1824 wurde die erste freischwebende Flussbrücke Deutschlands fertiggestellt; sie ist zugleich die erste eiserne Hängebrücke auf dem europäischen Festland. |
| 31      |      | Weinstadel Das Gebäude wurde 1446/48 als Siechenhaus erbaut und später als Weinlager genutzt. Heute ist es ein Studentenwohnheim. |
| 32      |      | Unschlittplatz Der Platz gehört mit seinen mittelalterlichen Bauten zu den wenigen erhaltenen historischen Ensembles der Stadt. Neben dem Unschlitthaus und einem Barockpalais von 1754 stehen weitere Häuser aus dem 15. und 18. Jahrhundert.                                                                                   |
| 33      |      | Unschlitthaus Der 1491 erbaute Kornspeicher wurde später Sitz der städtischen Monopolverwaltung für Unschlitt. Heute ist dort ein Leihhaus und ein städtisches Amt untergebracht. |
| 34      |      | Henkersteg 1457 wurde der gedeckte Wehrgang über die Pegnitz errichtet. |
| 35      |      | An den Fleischbänken Auf den Grundmauern der 1570/71 errichteten Fleisch-Markthalle wurde ein neues Gebäude erbaut. Heute steht nur noch das sogenannte Ochsenportal, das Eingangstor zum Fleischhaus. |